# Bernhard Büter (Märtyrer)
Bernhard Büter (* 16. Oktober 1913 in Löningen; † 26. Mai 1944 in Berlin-Tegel) war ein deutscher römisch-katholischer Landwirt und Märtyrer.

## Leben
Bernhard Büter wuchs als ältestes von sechs Kindern in Wachtum (heute Ortsteil von Löningen) 25 km südwestlich von Cloppenburg auf. 1939 wurde er als Infanterist eingezogen. Als er im August 1943 vom Genesungsurlaub an die Ostfront zurückkehrte und sich im Zug freimütig über die desolate Kriegslage äußerte, wurde er auf Veranlassung von mithörenden SS-Angehörigen auf dem nächsten Bahnhof verhaftet und kam in das Zellengefängnis Lehrter Straße, später in die Justizvollzugsanstalt Tegel. Am 12. Oktober 1943 wurde er zum Tode durch Erschießen verurteilt. Am 26. Mai 1944 wurde das Urteil vollstreckt. In seinem letzten Brief schrieb Büter: „Ich sterbe für Christus, das ist mein Wahlspruch. … Betet und alles ist gut.“

## Gedenken
Die deutsche Römisch-katholische Kirche hat Bernhard Büter als Märtyrer aus der Zeit des Nationalsozialismus in das deutsche Martyrologium des 20. Jahrhunderts aufgenommen.